# Hopediamant

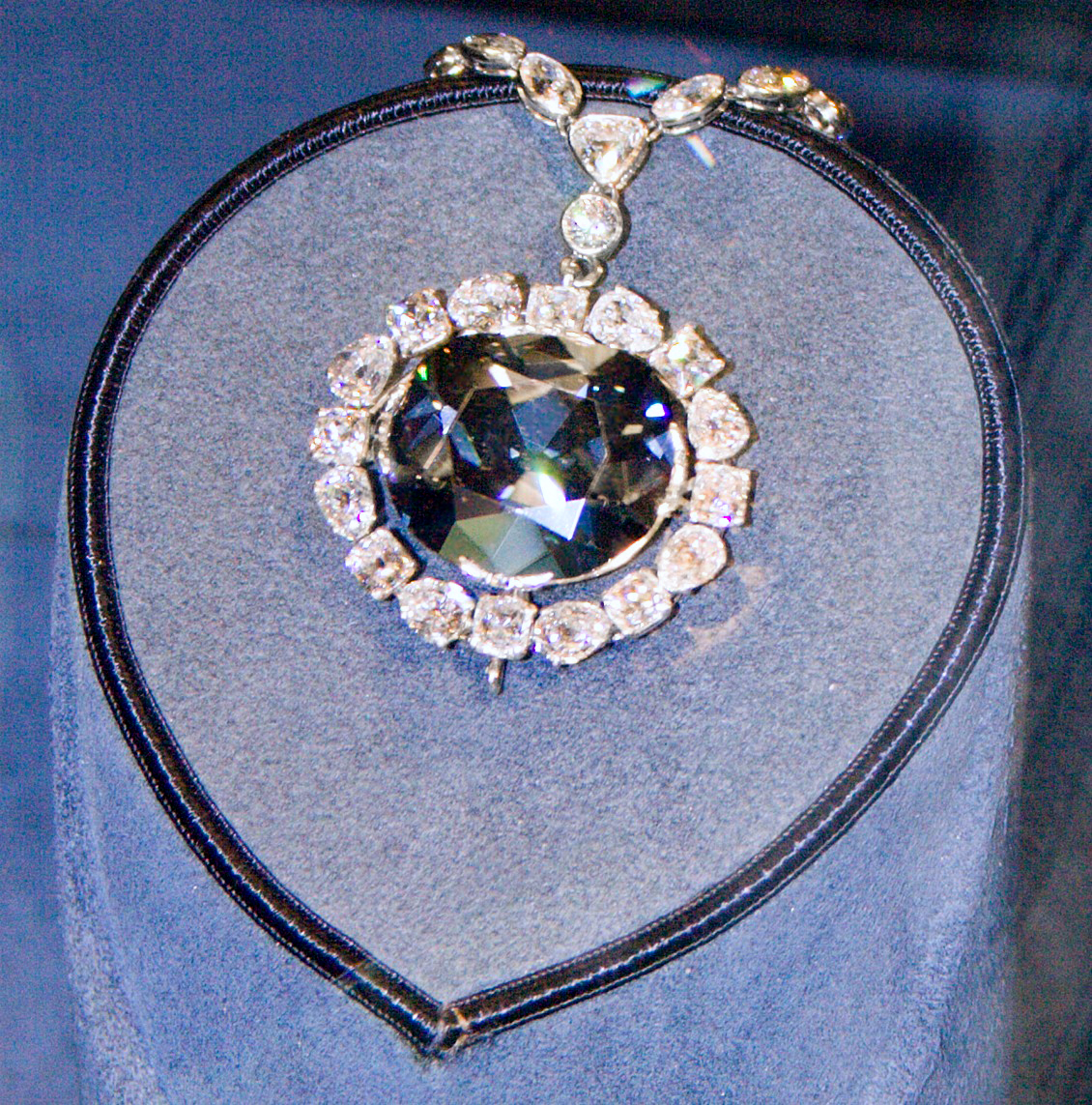
De Hopediamant zoals deze wordt tentoongesteld in het Nationaal natuurhistorisch museum

De Hopediamant is een diepblauwe diamant die wordt tentoongesteld in het National Museum of Natural History van het Smithsonian Institution te Washington DC. Hij heeft een briljant blauwe kleur die wordt veroorzaakt door sporen van het element boor. Onder ultraviolet licht treedt er rode fluorescentie op waardoor de diamant is geclassificeerd als een diamant van het type IIb.
De diamant zou zijn bezitter ongeluk bezorgen.

## Frans Blauw

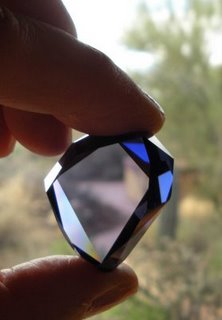
Replica van de ruwe Hope

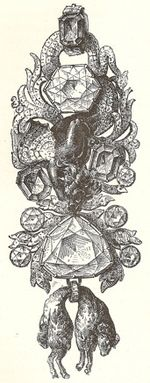
Versiersel van het Gulden Vlies met de Grote Blauwe Diamant van de Franse kroonjuwelen, de latere Hopediamant

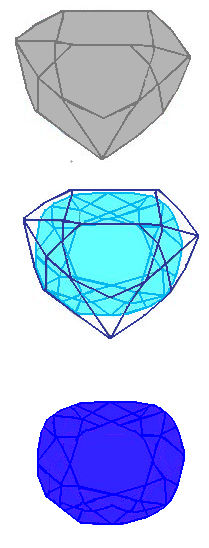
De loden replica van vóór 1792, de huidige Hope binnen de replica en de Hopediamant

De oorspronkelijke diamant werd gevonden in de Kollurmijn in de plaats Golconda in India als een ruw gesneden driehoek van 1123⁄16 karaat (22,44 gram). De Franse koopvaarder Jean-Baptiste Tavernier kocht de diamant in 1660 of 1661. De blauwe diamant van Tavernier is legendarisch omdat beweerd wordt dat de diamant is gestolen uit het oog van een beeld van de Hindoestaanse godin Sita. In 1668 verkocht Tavernier de diamant aan koning Lodewijk XIV van Frankrijk. Hofjuwelier Sieur Pitau sleep de ruwe diamant tot 671⁄8 karaat (13,4 gram). De steen werd bekend als De Blauwe Diamant van de Kroon. De diamant werd in goud gezet en aan een ketting bevestigd, zodat de koning de diamant tijdens plechtigheden kon dragen. In 1749 werd de diamant op een versiersel van de Orde van het Gulden Vlies geplaatst. Na de dood van Lodewijk XV raakte de diamant in onbruik.
In 1792 tijdens de Franse Revolutie werden de Franse kroonjuwelen, waaronder de Blauwe Diamant, gestolen. Hoewel veel andere juwelen weer terechtkwamen, werd er van de Blauwe Diamant niets meer vernomen tot er in 1812 in Londen een bijzondere blauwe diamant opdook bij diamanthandelaar Daniel Eliason.
De beheerders van de Franse kroonjuwelen hebben van alle belangrijke diamanten in de collectie loden afgietsels laten maken. Daarmee konden juweliers nieuwe zetsels vervaardigen zonder dat de kostbare stenen zelf de kroonschat verlieten. De huidige Hopediamant past precies in het nog steeds in Parijs bewaarde loden model van de toenmalige Blauwe Diamant van de Kroon.
De gestolen steen moet tussen 1792 en 1812 opnieuw zijn geslepen, waardoor het driehoekige karakter verloren ging en een ovale steen ontstond.

## De Hopefamilie
In 1824 kocht Henry Philip Hope de Blauwe Diamant en vanaf toen stond hij bekend als de Hopediamant. Hope liet de diamant op een broche bevestigen en leende de diamant soms uit aan Louisa Beresford, de vrouw van zijn broer Henry Thomas Hope, om te tonen op societyfeesten. Henry Philip Hope overleed in 1839 en zijn drie neven hebben daarna jarenlang in de rechtszaal gestreden over de erfenis van Hope, met inbegrip van de Hopediamant.
De Hopediamant werd op de wereldtentoonstelling van 1851 in Londen tentoongesteld en op een tentoonstelling in Parijs in 1855, maar lag gewoonlijk in de kluis. Henry Hope overleed op 4 december 1862 en zijn vrouw Adèle was de enige erfgenaam. Bij haar overlijden ging de gehele erfenis naar haar kleinzoon Henry Francis Hope Pelham-Clinton-Hope. Hij erfde de Hope-erfboedel in 1887. Hij kon echter niets met de erfenis doen zonder toestemming van de rechter.
Op 27 november 1894 trouwde Francis met zijn maîtresse, de Amerikaanse actrice May Yohé. Zij beweerde dat zij de Hopediamant had gedragen op sociale evenementen (en dat ze zelfs een replica had laten maken voor haar optredens), maar Francis deed een afwijkende bewering. In 1896 werd het faillissement van Lord Francis uitgesproken waarna ze de Hopediamant moesten verkopen.

## Reis naar Amerika

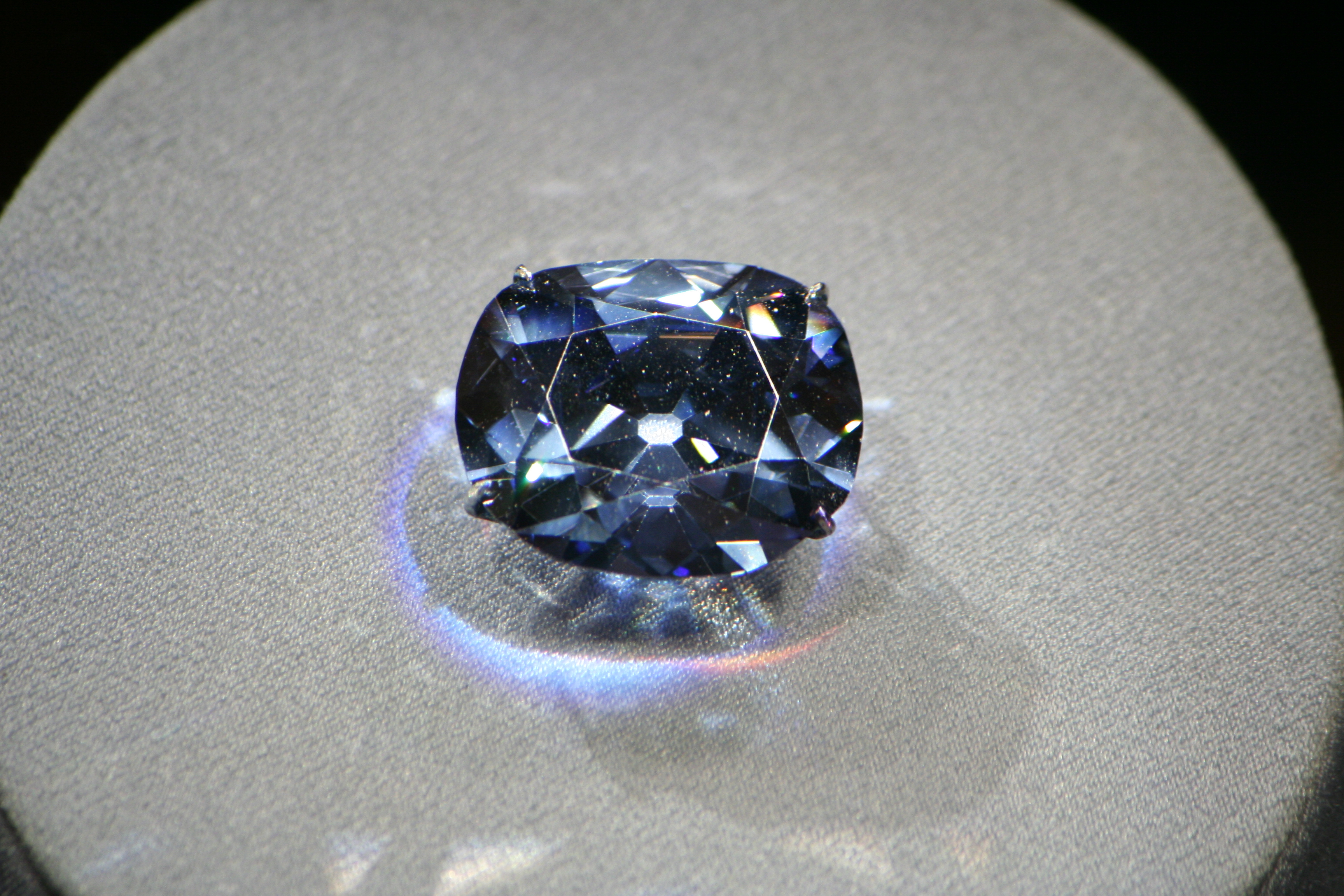
De diamant

De diamant werd verkocht voor £29.000 aan de juwelenhandelaar Adolf Weil, die op zijn beurt de diamant verkocht aan diamanthandelaar Simon Frankel. Deze nam de diamant vervolgens mee naar New York, waar hij werd getaxeerd op $141.032 (gelijk aan £28.206).
Vervolgens werd de diamant verkocht aan Salomon Habib in Parijs voor $400.000. Op 24 juni 1909 werd de diamant geveild tijdens een faillissementsveiling. De diamant werd gekocht door Rosenau voor het bedrag van $80.000. Rosenau verkocht de diamant voor 550.000 Franse francs aan Pierre Cartier.
Cartier herstelde de steen en verkocht hem in 1911 aan de Amerikaanse societydame Evalyn Walsh McLean. Zij heeft de Hopediamant gedragen tijdens diverse sociale evenementen die zij zelf organiseerde. Bij haar overlijden, in 1947, liet zij de diamant na aan haar kleinkinderen. Hoewel de diamant in hun bezit was, konden ze er pas over beschikken als ze 25 jaar oud waren, aangezien de erfenis in een trustfonds was geplaatst, wat zou betekenen dat ze minimaal 20 jaar moesten wachten. De beheerders van het trustfonds hadden echter een overeenkomst bereikt dat ze de diamant mochten verkopen om schulden te vereffenen. In 1949 verkochten zij de diamant aan Harry Winston uit New York.
Harry Winston stelde de Hopediamant tentoon in zijn "Hof van Juwelen", een rondreizende tentoonstelling door heel Amerika. In augustus 1958 werd de diamant tentoongesteld in de Canadese Nationale Tentoonstelling. Hij had het facet laten versnijden om de schittering van de diamant te vergroten. Op 7 november 1958 schonk hij de diamant aan het Smithsonian Institution door hem te versturen via de post.

## Smithsonian Institution
De Hopediamant maakt deel uit van de nationale collectie van het Smithsonian Institution. In het begin werd de diamant tentoongesteld in een glazen kluis in het museum. De diamant werd in 1962 uitgeleend om getoond te worden op een Franse juwelententoonstelling en in 1965 zelfs aan Zuid-Afrika voor een tentoonstelling. Nadat de verbouwingen van het Smithsonian Institution in 1997 waren afgerond, werd de diamant tentoongesteld in zijn eigen zaal op een roterend voetstuk in een glazen cilinder van kogelwerend glas.
Het recentste onderzoek, in december 1988, heeft aangetoond dat de diamant 45,52 karaat (9,104 gram) weegt. Hij wordt omschreven als een buitengewoon donkere, blauwe diamant. De diamant heeft een vertragend fluorescerend effect, net zoals diverse andere diamanten. Wanneer de lichtbron wordt verwijderd vertoont de diamant rode fluorescentie. De afmetingen van de diamant zijn 25,60mm × 21,78mm × 12,00mm.
Op 9 februari 2005, heeft het Smithsonian Institution de resultaten vrijgegeven van een jarenlang meetkundig onderzoek van de Hopediamant en officieel verklaard dat de diamant deel heeft uitgemaakt van de gestolen Franse kroonjuwelen.

## De vloek van de diamant
De eerste verhalen van de vloek over de Hopediamant doken op in 1909. Op 25 juni van dat jaar verscheen een artikel in The Times met een lijst met voormalige eigenaren van de diamant en hoe deze onder vreemde omstandigheden waren overleden.
Volgens de legende was de diamant door Tavernier gestolen uit het standbeeld van een Hindoeistische god. De diamant vormde een van de twee ogen van het beeld. Toen de priesters erachter kwamen dat de diamant verdwenen was zouden ze een vloek hebben uitgesproken over eenieder die de diamant in bezit had.
Een van de redenen dat er wordt getwijfeld aan dit verhaal is dat de tweeling van de diamant nooit is gevonden. Tavernier zou overleden zijn aan koorts vlak na het vinden van de diamant, maar in werkelijkheid werd hij 84 jaar oud.
De diamant kreeg de schuld van de beëindiging van de relatie met Madame de Montespan, het onthoofden van Koning Lodewijk XVI en Marie Antoinette en de verkrachting en onthoofding van Maria Louise van Savoye-Carignano. Om de legende meer bijval te geven werden er fictieve namen toegevoegd aan de lijst, zoals diamantsnijder Wilhelm Fals, die geruïneerd zou zijn door zijn zoon Hendrik waarna hij zelfmoord pleegde, en François Beaulieu, die zou zijn verhongerd nadat hij de diamant aan Daniel Eliason had verkocht.
Simon Frankel, waarvan wordt beweerd dat hij in financiële moeilijkheden verkeerde, had de diamant verkocht aan Jacques Colet die zelfmoord zou hebben gepleegd. De daarop volgende eigenaar, de Russische prins Kanitowski zou de diamant hebben uitgeleend aan de Franse actrice Lorens Ladue, die hij later zou hebben doodgeschoten. Zelf werd de prins gedood tijdens de Russische Revolutie. De juwelier Simon Mothearides zou zijn gedood door zijn eigen familie en de Turkse Sultan Abdülhamit II, waarvan zijn gedwongen aftreden aan de diamant werd verweten, had diverse leden van zijn parlement laten vermoorden door toedoen van de diamant.
May Yohé gaf de Hopediamant de schuld van haar ongeluk. In juli 1902, een paar maanden na haar scheiding van Lord Francis, vertelde zij de politie van Australië dat haar minnaar Sterke Putman haar had verlaten en alle sieraden had meegenomen. Hoe onwaarschijnlijk ook, het paar verzoende zich een jaar later, maar scheidde uiteindelijk in 1910. Gedurende haar derde huwelijk, met filmproducent George Kleine, overtuigde ze hem een 15-delige serie te maken over de Hopediamant, genaamd: The Hope Diamond mystery. Deze succesloze film voegde nog meer speculaties en fictieve personen toe om de reputatie van de diamant kracht bij te zetten. In 1921 huurde zij Henry Leyford Gates in om de film The mistery of the Hope Diamond te schrijven waarin zijzelf de rol van Francis Hope op zich nam. Ook deze film voegde meer fictieve personen en speculaties toe aan de vloek van de Hopediamant. Jean-Paul Marat werd onder andere toegevoegd als slachtoffer van de diamant. Yohé droeg ook haar namaakexemplaar van de diamant om zo meer publiciteit te krijgen en haar carrière nieuw leven in te blazen.
De plotselinge dood van Olive Muriel Thompson, de vrouw van Lord Francis Hope, in 1912 wordt ook toegeschreven aan de vloek van de diamant.
Evalyn Walsh McLean heeft ook zo haar eigen verhalen toegevoegd aan de legendes over de vloek van de diamant, zo ook dat Catharina de Grote eigenaar geweest zou zijn van de diamant. McLean leende de diamant wel uit aan vrienden, zoals Warren G. Harding en Florence Harding. Ook zou McLean de diamant regelmatig om de hals van haar hond hebben gehangen.
Harry Winston, die de diamant aan de Smithsonian Institution schonk, geloofde nooit in de verhalen betreffende de vloek. Hij stierf in 1978 op 82-jarige leeftijd aan een hartaanval.

## Trivia
- De Hopediamant speelt een grote rol als de Grote Blauwe Diamant/de Blue Hope in het Suske en Wiske-verhaal Het grote gat.
- De Belgische Podcast Grafspraak maakte een aflevering over vervloekte voorwerpen, waarin de hosts onder andere de Hopediamant bespreken.

Hopediamant · Centenary · Cullinan · Koh-i-Noor · Lepelmaker · Bruine van Lesotho · Belofte van Lesotho · Golden Jubilee · Amsterdam-diamant · Darya-ye Noor · Sancy · Beau Sancy · Spiegel van Portugal · Taylor-Burton
Zie ook: Jean-Baptiste Tavernier · Lijst van bekende diamanten